# Operace Mincemeat
Operace Mincemeat byl úspěšný britský dezinformační projekt podniknutý během druhé světové války.
Projekt byl součástí operace Barclay. Záměr byl rozšířit klam s cílem zakrýt invazi Spojenců do Itálie vedenou ze severní Afriky. Operace Mincemeat umožnila přesvědčit německé vrchní velení o plánovaném spojeneckém útoku na Řecko a Sardinii, namísto skutečného útoku na Sicílii roku 1943.
Tohoto záměru bylo docíleno přesvědčením Němců o tom, že získali čistě náhodou přísně tajné dokumenty odhalující detaily týkající se válečných plánů Spojenců. Dokumenty byly připevněny k tělu mrtvého muže, který byl vhozen do oceánu, později vyplaven na pláž v Punta Umbría ve Španělsku. Operace začala nastražením falešných dokumentů. K potvrzení úspěšnosti nastražených dokumentů bylo také užito rozluštěných depeší posílaných prostřednictvím šifrovacího stroje Enigma.
Příběh na pozadí této operace byl použit jako literární zápletka v knize „Operation Heartbreak“ (1950) jejímž autorem byl Alfred Duff Cooper. Na samotné přiznání, že šlo o skutečné události, došlo až v knize s názvem „The Man Who Never Was“ (Muž, který nikdy nebyl) v roce 1953. Z ní vycházející film stejného názvu byl uveden do kin v roce 1956.

## Pozadí
Na podzim roku 1942 ztroskotal poblíž přístavního města Cádiz hydroplán PBY Catalina převážející přísně tajné dokumenty z Anglie na Gibraltar. Při nehodě zahynula celá osádka letounu, a to včetně zásobovacího důstojníka Jamese Haddena Turnera, který byl kurýrem a francouzským agentem. Turner převážel dopis od generála Marka Clarka informující guvernéra Gibraltaru generála Noela Masona-MacFarlenea o příjezdu Eisenhowera na Gibraltar. Turnerovo tělo bylo vyplaveno na pláž poblíž Tarifa a vyzvednuto španělskými autoritami. Když bylo poté tělo vráceno Britům, dopis byl také přiložen. Technici zjistili, že nedošlo k jeho otevření. Němci disponovali v té době prostředky pro přečtení dopisu bez nutnosti otevření obálky, pokud však takto učinili, rozhodli zřejmě o tom, že dopis byl podstrčen a informace v něm obsažená byla falešná; rozhodli se ho tedy ignorovat. Tato vyhrocená událost, která vážně ohrozila celou operaci, podnítila myšlenku pro operaci Mincemeat.
Ke konci roku 1942 bylo plánované vylodění angloamerických jednotek ve francouzské Severní Africe nevyhnutelné; vítězství v tomto tažení bylo očekáváno. Vylodění dostalo název operace Torch (angl. „Pochodeň“). Následovala Casablanská konference v lednu roku 1943, na jejímž setkání se spojenečtí stratégové rozhodli pokračovat v italském tažení.
Ze Severní Afriky mohl být útok proveden buď na Itálii anebo skrze Balkán. Tím by došlo k uvěznění německých jednotek mezi západní spojenecké síly a Sověty. Ovládnutím Sicílie by se Středozemní moře otevřelo spojeneckému loďstvu. Byla by tak možná invaze do kontinentální Evropy. To ze Sicílie činilo očividný strategický cíl. Němečtí stratégové si toho byli taktéž vědomi; Winston Churchill to komentoval slovy: „Jen blázen by nevěděl, že další je na řadě Sicílie.“
Masivní nárůst zdrojů potřebných pro invazi (operace Husky) by byl jistě detekován a Němci by tak odhalili, že se schyluje k nějakému většímu útoku. Pokud by však dokázali Spojenci obelstít Němce ohledně místa, kam bude útok směřován, Němci by poté mohli rozptýlit nebo odklonit značné množství svých jednotek, což by ulehčilo vylodění Spojenců. Toto již bylo praktikováno Brity v bojích o Severní Afriku; byl zřízen příslušný systém pro oklamání nepřítele.
V rámci tohoto systému bylo možné poskytnout informace ohledně falešných formací a podsouvat dezinformace prostřednictvím dvojitých agentů a diplomatických zvěstí.
Při plánování operace Flight Lieutenant Charles Cholmondeley (RAF) navrhl, aby byl mrtvý muž připevněn k nefunkčnímu padáku, vybaven radiostanicí a shozen nad francouzským územím. Cílem bylo přesvědčit Němce o tom, že nalezli vysílačku, o jejíž ztrátě a padnutí do rukou nepřítele nemají Spojenci tušení. Spojenci by poté předstírali, že vysílačka je v rukou spřátelených agentů, což by umožnilo podsouvat dezinformace. Od tohoto návrhu bylo upuštěno a byl označen za neproveditelný; avšak následně se jím začal zabývat Výbor pro kontrašpionážní a klamné operace (Double-Cross System či XX System). Charles Cholmondeley byl jedním z členů tohoto výboru, stejně tak jako korvetní kapitán Ewen Montagu z britského královského námořnictva.
Montagu a Cholmondeley přepracovali původní myšlenku do proveditelného plánu, namísto rádia mělo být použito dokumentů. Výbor pro klamné operace zamýšlel připevnit dokumenty k mrtvému tělu, které by bylo sesláno na poničeném padáku. Němci však v té době věděli, že taktika Spojenců byla nikdy neposílat citlivé dokumenty přes nepřátelské území. Rozhodli se proto učinit z mrtvého muže oběť letecké havárie na moři. Tímto způsobem by nebylo nic podezřelého na tom, že muž je mrtvý již několik dní a transportuje tajné dokumenty. Tělo by poté moře vyplavilo na břeh ve Španělsku. Tamní vláda byla totiž známá svou kooperací s Abwehrem. Britové si byli jisti, že španělské autority dovolí německým agentům prozkoumat cokoliv podezřelého. Montagu udělil operaci kódové označení Mincemeat, neboť se jednalo o dostupné označení a předešlá mise pod tímto označením dopadla úspěšně.
Jak již bylo zmíněno, záměrné podsouvání falešných dokumentů nepříteli nebylo ničím novým. Jedna z prvních zaznamenaných akcí takového typu, známá jako chlebníková lest (z angl. „Haversack ruse“, tedy chlebník či tlumok) se odehrála během první světové války. Britský voják, plukovník Richard Meinertzhagen, nastražil do armádního tlumoku falešné dokumenty, později objevené otomanskou armádou. Dále pak v roce 1942 v Severní Africe, před započetím bitvy u Alam Halfy, bylo tělo umístěno do vybuchlého vozidla v minovém poli. Společně s tělem byla ve vozidle mapa značící fiktivní britské minové pole. Němci se léčkou nechali ošálit a odklonili své tanky z původní cesty na místo
s měkkým podložím, kde zapadly.

## Plán

### Major William Martin, Královská námořní pěchota
Za pomoci věhlasného patologa sira Bernarda Spilsburyho se Montagueovi a jeho teamu podařilo stanovit, jaký typ těla bude pro operaci potřeba: muž, na kterém bude patrné, že zemřel na moři vlivem hypotermie a utonutí, poté byl po několika dnech vyplaven na břeh. Nalezení vyhovujícího těla se však zdálo jako nemožný úkol, neboť dotazování a pátrání po vhodném jedinci by vzbudilo pozornost. Bylo rovněž nemožné sdělit pozůstalým mrtvého, pro jaké účely bude tělo použito. Spilsbury ujistil námořnictvo o tom, že stav těla zde nehraje až tak velkou roli, poněvadž Španělé, jakožto římští katolíci, mají averzi vůči pitvám a vykonávají je jen v těch případech, kdy je nezbytně nutné zjistit příčinu smrti. Londýnský koroner Bentley Purchase nakonec pod nátlakem obstaral tělo 34letého Velšana. Bylo tak učiněno pod podmínkou, že jeho jméno nebude nikdy zveřejněno, později se však ukázalo, že šlo o Glyndwra Michaela. Michael zemřel poté, co požil jed na krysy obsahující fosfor. Poté, co je látka vstřebána, fosfát reaguje s kyselinou chlorovodíkovou, která se nachází v lidském žaludku. Z reakce tak vzniká fosfan, vysoce toxický plyn. Koroner Purchase podotkl: „dávka nebyla dostatečně silná na okamžité usmrcení. Namísto toho jed oslabil funkci jater a smrt proto nastala o něco později.“ Následkem toho zde bylo pouze několik málo stop indikující pravou příčinu smrti. Montagu později prohlásil, že Michael zemřel na zápal plic, jeho rodina byla kontaktována a poskytla svolení pro použití těla. Nic z toho však nebyla pravda. Rodiče mrtvého byli v té době již zesnulí a žádný blízký příbuzný nebyl nalezen.
Dalším krokem bylo vytvoření „legendy“ - falešné identity pro mrtvého muže. Stal se z něj tedy major William „Bill“ Martin z britské Královské námořní pěchoty, narozen v roce 1907 v Cardiffu. Jako příslušník námořní pěchoty spadal major Martin pod velitelství Královského námořnictva (Admiralitu), nebyl by tedy problém zajistit, aby veškeré informace tykající se vyšetřování jeho smrti směřovaly do rukou námořního zpravodajského oddělení. Postupy pro pozemní vojska byly odlišné a obtížněji kontrolovatelné. Jako oděv byl zvolen battledress (polní uniforma), uniformy námořních důstojníků byly totiž v té době šity na míru a nebylo možné přizvat krejčího, aby vzal míry mrtvému. Hodnost majora ho učinila natolik služebně starého, aby mu mohly být svěřeny důvěrné dokumenty, ne však natolik prominentního, aby se zdálo podezřelé, že ho nikdo nepoznal. Jméno Martin bylo zvoleno díky tomu, že v Královském námořnictvu bylo několik osob se stejným jménem a hodností.

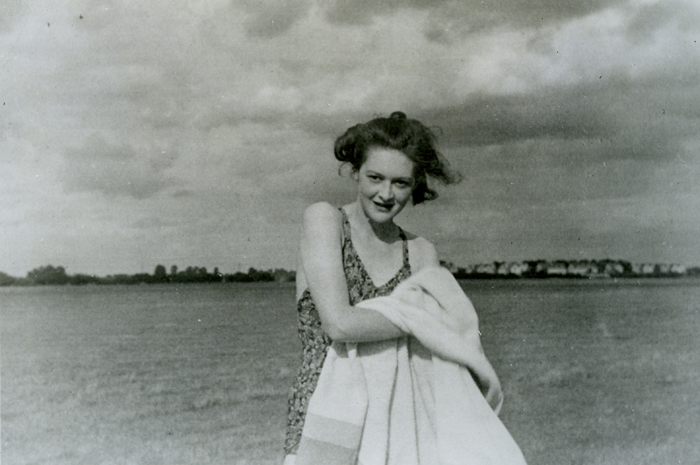
Fotka fiktivní přítelkyně majora Martina, Pam. Ve skutečnosti šlo o zaměstnankyni MI5, Nancy Jean Leslie

Za účelem posílení „legendy“ byla vytvořena postava snoubenky jménem Pam, major Martin měl u sebe její fotku. Pam byla ve skutečnosti zaměstnankyně MI5 se jménem Nancy Jean Leslie, později známá jako Jean Gerard Leigh (20. listopad 1923 – 3. dubna 2012). Dále s sebou major převážel dva milostné dopisy a účtenku o koupi snubního diamantového prstenu datovanou na 19. dubna 1943. Cena prstenu byla 53 liber, 10 šilinků a 6 pencí, což by při dnešních poměrech odpovídalo ceně 2000 liber. Na prstenu byla rytina: „Pro Pam od WM 14. 4. 43.“ V souladu s jeho hodností bylo pro tělo obstaráno kvalitní spodní prádlo, což bylo v té době nesmírně obtížné kvůli přídělovému systému. Shodou okolností v té době tragicky zahynul profesor Herbert Fisher z Oxfordské univerzity, který díky svému sociálnímu postavení vlastnil vlněné spodní prádlo; to bylo obstaráno a použito k podtržení autentičnosti mrtvého kurýra.
Major měl u sebe taktéž pompézní dopis od svého otce, dopis od rodinného právního poradce a od Earnesta Whitleye Jonese, generálního manažera Lloyds Bank, žádajícího zaplacení přečerpaného účtu ve výši 79,97 liber. Mezi dalšími položkami byla kniha s poštovními známkami, stříbrný kříž, medailon svatého Kryštofa, tužka, klíče, označený lístek na autobus, útržky lístků z londýnského divadla, účtenka za čtyřdenní ubytování v Námořním a armádním klubu a stvrzenka o nákupu košile v zakázkovém krejčovství Gieves & Hawkes. Poslední zmíněná účtenka byla ve skutečnosti omyl, byla totiž vystavená pro platbu v hotovosti, důstojníci však nikdy neplatili u Gieves & Hawkes v hotovosti, ale Němci tuto nesrovnalost nepostřehli. Všechny tyto dokumenty byly vytisknuty na autentické tiskopisy anebo hlavičkové papíry. Data na účtenkách naznačovala, že major Martin opustil Londýn 24. dubna. Pokud tedy bylo jeho tělo vyplaveno na břeh 30. dubna, musel vzlétnout z Londýna a ztroskotat na moři.
Aby byla majorova identita učiněna ještě uvěřitelnější, Montagu se rozhodl naznačit, že byl major poněkud nedbalý. Jeho identifikační karta byla označena jako prozatímní a vystavená z důvodu ztráty té původní. Rovněž jeho propustka do Velitelství kombinovaných operací vypršela několik týdnů před jeho odletem a nebyla obnovena. Tento poslední krok s sebou nesl jisté riziko, neboť by Abwehr mohl podezřívat, proč byl takto nedbalý člověk pověřován převozem tajných dokumentů. Nakonec se to ukázalo jako jeden z klíčových prvků vedoucích k úspěchu – po válce byl nacistický šéf špionážní služby a vojenské rozvědky Walter Schellenberg rychle odhalen díky jeho padělaným identifikačním dokumentům. Jednalo se o takřka bezchybný falzifikát nově vydaných dokumentů; voják provádějící kontrolu pojal podezření a na podvrh přišel. Téměř nikdo neměl během války a těsně po jejím skončení kompletní, nedotčené dokumenty.

### Klamné dokumenty

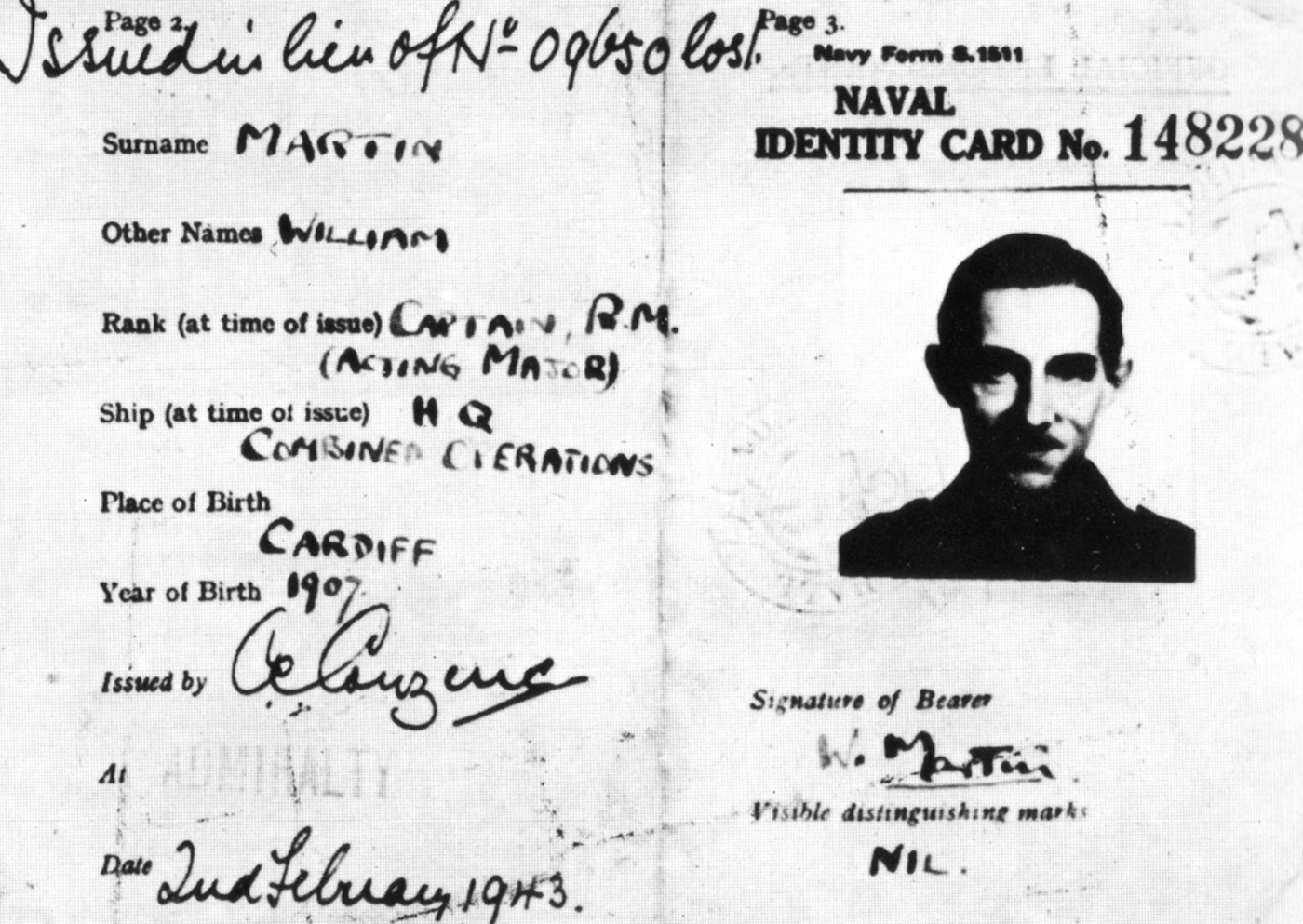
Identifikační karta majora Martina

Příprava klamných dokumentů probíhala současně s krycí identitou. Montagu společně s týmem trval na tom, aby šlo o to nejlepší, čeho je možné dosáhnout, a nikdo by tak nemohl zpochybnit dané informace. Hlavním dokumentem byl osobní dopis od generálporučíka sira Achibalda Nye (zástupce náčelníka imperiálního generálního štábu) pro generála sira Harolda Alexandra (velitel 18. skupiny armád v Alžírsku a Tunisku). Koncept dopisu byl několikrát přepracován, přičemž bylo rozhodnuto, že dopis napíše samotný generál Nye. V dopise se projednávalo několik „delikátních“ témat, například nežádoucí udělování Purpurových srdcí americkými jednotkami britským vojákům sloužícím společně s nimi, dále pak jmenování nového velitele Brigády gard. To mělo objasnit, proč byl dopis doručován osobně. Součástí dopisu byla pasáž zabývající se plány Spojenců pro oblast Středozemí. Byla popisována příprava invaze pod označením Operace Husky. Jejím cílem bylo Řecko, na které zaútočí jednotky z Egypta a Libye pod velením generála Henryho Maitlanda Wilsona (vrchní velitel pro oblast Střední východ). Přiložena byla taktéž označení pro vyloďovací pláže a jednotky vyčleněné pro útok. Ve skutečnosti však byla operace „Husky“ pouze krycí název pro invazi na Sicílii. V dopise byla také zmínka o druhém plánovaném útoku, operaci Brimstone. Pro tu měla hrát Sicílie roli zástěrky. To naznačovalo, že jednotky generála Alexandra v Tunisku napadnou Sardinii, z logiky věci jediný možný cíl. Nye dodal: „máme dobrou šanci je [myšleno Němce] obelstít, aby měli za to, že útok bude veden na Sicílii.“
Další dopis obsahoval formální uvedení majora Martina viceadmirálem Louisem Mountbattenem (velitel Kombinovaných operací) před admirála loďstva sira Andrewa Cunninghama (vrchní velitel britské Středomořské floty a spojeneckých námořních sil ve Středomoří). Součástí psaní byl také vtip o sardinkách, který Montagu vložil s nadějí, že to Němci budou považovat za nenápadnou zmínku o útoku na Sardinii. Němci (společně se Španěly) již jednou měli možnost získat podobné psaní uschované v kapse zesnulého zásobovacího důstojníka Turnera. Nestalo se tak zřejmě díky tomu, že španělští vyšetřovatelé považovali prohledávání mrtvých za porušení římskokatolické víry. Montagu se proto rozhodl umístit dokumenty do příruční brašny, kterou nelze přehlédnout.
Taktéž bylo nezbytné zajistit, aby tělo bylo nalezeno společně s brašnou. Plánovací tým zprvu zamýšlel využít posmrtné ztuhlosti (rigor mortis) a vložit brašnu do stisknuté dlaně mrtvého. Od toho bylo nakonec upuštěno, protože ztuhlost mohla pominout a brašna by odplula od těla. Proto se tým rozhodl vybavit majora Martina bezpečnostním řetězem pokrytým kůží. Podobný popruh byl využíván například bankovními kurýry jako ochrana před odcizením zavazadla. Řetěz vedl kolem rukávu směrem k brašně. Britští důstojníci nepoužívali tento bezpečností prvek, to však Němci nemuseli vědět, natož si být jisti tím, že by skutečný major Martin nepoužil podobný řetěz pro zadaný úkol. Navíc zde nebyla jiná alternativa. Bylo nepravděpodobné, že by major měl po celou dobu letu brašnu připevněnou k zápěstí, řetěz byl proto připevněn k pásku na jeho trenčkotu.

### Churchill informován
Plukovník Johnnie Bevan byl pověřen vysvětlit plán operace ministerskému předsedovi Winstonu Churchillovi. Dne 15. dubna 1943 byl Bevan uveden před Churchilla, ten se zrovna nacházel ve své ložnici, kouře doutník. Churchill byl plánem akce nadšený, Bevan však podotkl, že by operace mohla skončit velice špatně. Churchill odvětil se svým nezaměnitelným humorem: „Pokud se tak stane, budeme muset získat to tělo zpět a dopřát mu dalšího koupání“.

## Provedení

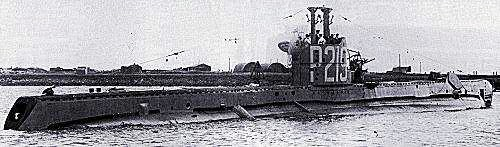
Ponorka HMS Seraph

Tělo majora Martina bylo oděno do battledressu Královské námořní pěchoty a trenčkotu, poté bylo umístěno do ocelového kanystru naplněného suchým ledem. Při sublimaci suchého ledu vznikl oxid uhličitý, který vytlačil veškerý kyslík, byl tak oddálen proces rozkladu těla. Cholmondeley a Montagu tělo doručili k jezeru Holy Loch ve Skotsku, odtud bylo naloženo na palubu britské ponorky HMS Seraph. Velitel plavidla, poručík Bill Jewell, měl společně se svou posádkou zkušenosti při vykonávání zvláštních operací. Jewell řekl svému mužstvu, že kanystr obsahuje přísně tajné meteorologické zařízení, které bude instalováno poblíž Španělska.
Ponorka vyplula z přístavu 19. dubna, požadované lokace (cca 1 míle od pobřeží města Huelva) dosáhla 30. dubna. Britové věděli, že se v oblasti pohybuje německý tajný agent Abwehru, který byl zadobře s tamními španělskými činiteli.
HMS Seraph se vynořila na hladinu přibližně ve 04.30 hod. Jewell poté nechal kanystr přinést na palubu. Celá posádka se posléze odebrala do podpalubí, na můstku zůstali pouze důstojníci. Nadporučík David Scott (zástupce velitele) instruoval všechny přítomné o detailech akce. Společně poté otevřeli kanystr, oblékli majoru Martinovi záchrannou vestu a připevnili k němu příruční brašnu s dokumenty. Jewell přečetl žalm 39, ačkoli pohřební bohoslužba nebyla v rozkaze uvedena. Tělo bylo následně svrženo do moře. Půl míle na jih posádka vrhla přes palubu malý nafukovací člun, měl sloužit jako dodatečný důkaz o tom, že došlo k havárii. Kanystr byl převezen dále na oceán, kde byl proděravěn kulometnou palbou, aby se snáze potopil. Kvůli vzduchu uvízlému v izolační vrstvě kanystru se tento pokus ukázal jako marný. Na řadu musela přijít plastická trhavina, která kanystr nakonec potopila (nešlo o součást plánu a Jewell se o tom zmínil až v roce 1991). Jewell poté odeslal telegram svým nadřízeným se slovy: „MINCEMEAT dokončen.“ Tělo nalezl místní rybář José Antonio Rey Maria přibližně v 9.30 hod. Tělo bylo poté převzato místní milicí a přepraveno do nedalekého města Huelva.

## „Mincemeat spolknut i s navijákem“
Nález těla byl ohlášen agentovi Abwehru, Adolfu Claussovi. Clauss v Huelvě operoval pod krycí identitou zemědělského technika. O tři dny později podal britský námořní atašé působící ve Španělsku zprávu o nálezu těla; poté se informace dostala ke Komisi pro klamné operace. Tělo majora Martina bylo předáno britskému vicekonzulovi F. K. Hazeldenovi. Pohřeb doprovázený vojenskými poctami se konal 2. května 1943 na hřbitově v San Marco.
Patolog Eduardo Del Torno byl předvolán, aby provedl ohledání těla. Del Torno ve svém hlášení uvedl: „muž byl po pádu do moře stále naživu, tělo nejeví žádné známky podlitin, smrt nastala utonutím, tělo bylo ve vodě mezi třemi až pěti dny.“ Komplexnější vyšetření nebylo provedeno, jednak díky vlivu britského vicekonzula, jednak proto, že patolog považoval oběť za katolíka. Martin měl u sebe stříbrný krucifix a medaili se svatým Kryštofem, jeho vojenské známky nesly označení RC (z angl. Roman Catholic = římský katolík).
Montagu zařídil, aby byl major Martin uveden na seznamu padlých britských vojáků. List byl zveřejněn 4. června v The Times. Čistě náhodou se na seznamu objevila další dvě jména důstojníků, kteří zahynuli během letecké nehody na moři, což podpořilo věrohodnost krycího příběhu majora Martina. Stejný výtisk The Times obsahoval také zmínku o skonu známého hollywoodského herce Leslieho Howarda, který byl během letu z Lisabonu do Bristolu sestřelen pilotem Luftwaffe. S cílem podpořit fiktivní skon majora Martina ještě více, námořní velitelství zaslalo námořnímu atašé několik zpráv informujících o tajných dokumentech, které major převážel. Atašé byl vyzván, aby dokumenty neprodleně vypátral a přitom nevzbudil podezření ohledně jejich důležitosti. Aktovka byla společně s dokumenty zabavena Španělským námořnictvem, to následně předalo dokumenty generálnímu štábu. Osud dokumentů byl poté nejasný, neboť se zdálo, že zmizely, a ani Gestapo nebylo schopné je lokalizovat.
Jak bylo očekáváno, major Karl-Erich Kuhlenthal, služebně nejstarší agent Abwehru ve Španělsku, se osobně s velkou vervou ujal pátrání po dokumentech. Jeho vyšetřování rozvířilo mezi Španěly takový rozruch, že plukovník José López Barrón Cerruti, služebně nejstarší člen tajné policie a zanícený fašista, započal s pátráním po ztracené aktovce. Zpráva o dokumentech se donesla do centrály Abwehru v Německu. Wilhelm Canaris, velitel Abwehru, byl požádán, aby přesvědčil Španěly o vydání dokumentů. Podplukovník Ramón Pardo Suárez lokalizoval dokumenty a zařídil jejich předání do rukou Němců. Španělé dokumenty vysušili a Pardo je poté zanesl na německou ambasádu, kde si je vyzvedl Wilhelm Leissner, šéf Abwehru v Madridu. Odtud byl obsah dokumentů radiovysílačkou sdělen nadřízeným v Berlíně; písemná kopie společně s fotografiemi následovala o několik dní později.
Původní dokumenty byly vráceny zpět do obálek za použití obráceného postupu vysoušení. Britský atašé obdržel dokumenty 13. května a byl ujištěn, že nic nechybí. Když byly písemnosti posléze podrobeny analýze britskými experty, bylo potvrzeno narušení obálek a jejich otevření. Dalším ujištěním byla dešifrovaná depeše zaslaná skrze Enigmu. Churchill byl proto neprodleně informován, a to slovy: „Mincemeat spolknut i s navijákem.“
Snaha, kterou Montagu společně se svým týmem vložil do vybudování Martinovy identity, se vyplatila. Němci uvěřili všem osobním detailům. Povšimli si data na autobusovém lístku a vyvodili, že Martin musel letět z Británie na Gibraltar. Ironií je, že jejich zpráva o vyšetřování obsahovala chybné datum nehody (27. dubna namísto 22. dubna). Usoudili proto, že k nehodě došlo 28. dubna, a to i přes pitevní zprávu poukazující na to, že tělo bylo k 30. dubnu ve vodě již několik dní. Němci si však tohoto rozporu nevšimli a anulovali tak svou vlastní chybu.
Joseph Goebbels, jenž ovládal plynule angličtinu, četl The Times každý den. Měl o zmíněné zprávě pochybnosti, což podotkl ve svém deníku, otevřeně na to však neupozornil. Adolf Hitler byl přesvědčen o věrohodnosti dokumentů, což posílilo jeho obavy o danou oblast. Nesouhlasil s Benitem Mussolinim, který věřil, že Sicílie bude tím nejpravděpodobnějším místem pro invazi. Hitler tvrdil, že jakýkoliv útok na Sicílii bude jen klamný manévr.
Němci přesměrovali značnou část obranných linií do Řecka, Sardinie a na Korsiku namísto původně zamýšlené Sicílie. Současně britské jednotky Commandos začaly vyvíjet aktivity směrované proti Řecku. Věhlasný generál Erwin Rommel dorazil do Řecka, aby tam převzal velení. Ze Sicílie do Řecka byla přemístěna skupina tzv. Räumboote (německé označení pro odminovací a minovací čluny) a byla vybudována tři dodatečná minová pole podél řeckého pobřeží. Současně byly do Řecka přesunuty tři tankové divize – jedna z Francie, další dvě z východní fronty. Poslední zmíněný tah byl pravděpodobně tím rozhodujícím,[zdroj⁠?!] neboť se tak snížil německý odpor proti Sovětům v bitvě u Kursku. Ovlivnění událostí na východní frontě nebylo britskými plánovači zamýšleno ani předvídáno.
Dne 9. července 1943 Spojenci zaútočili na Sicílii (operace Husky). Němci zůstali po následující dva týdny přesvědčeni, že hlavní útok bude směřován na Sardinii a Řecko. Ponechali tak sicilské obranné síly mimo akci až do doby, kdy bylo příliš pozdě. Nařídili pouze výsadek třetího pluku první divize Fallschirmjäger, jejíž parašutisté se 12. července snesli na ostrov ve snaze zastavit postupující Osmou armádu. Ewen Montagu byl za účast v operaci povýšen na důstojníka řádu britského impéria (OBE). Charles Cholmondeley byl povýšen na člena řádu britského impéria (MBE) pro zosnování celého plánu.

## Dopad na pozdější operace
Úspěch operace Mincemeat způsobil, že Němci později ignorovali skutečné dokumenty, které se jim dostaly do rukou. Mezi ně například patří:
- Dva dny po začátku Bitvy o Normandii v červnu 1944 Němci objevili opuštěné vyloďovací plavidlo vyplavené na pláž v Normandii. Plavidlo obsahovalo přísně tajné dokumenty odhalující zamýšlené cíle v dané oblasti. Hitler měl za to, že jde o podvod, a dokumenty ignoroval. Věřil, že hlavní invazní vlna přijde skrze Pas de Calais.

## Muž, který nikdy nebyl
Alfred Duff Cooper byl britský diplomat, který během druhé světové války zastával několik vysoce postavených pozic. V roce 1950 vydal špionážní román jménem „Operation Heartbreak“. Příběh se zaměřuje na plán Spojenců nastražit mrtvolu muže poblíž pobřeží Španělska. Záměr byl připevnit k oběti falešné dokumenty za účelem zmatení Němců. Cooper s tímto námětem přišel sám, avšak jeho publikace přitáhla příliš mnoho pozornosti a lidé zainteresovaní do celé operace začali otevřeně promlouvat. Povyk přitáhl britský tisk, což dalo za vznik bouřlivým zvěstem, britská tajná služba se proto rozhodla, že nejlepším krokem bude zveřejnit skutečný příběh. Ewen Montagu si na víkend odskočil od své činnosti soudce a sepsal knihu s názvem „Muž, který nikdy nebyl“ (The Man Who Never Was). Publikace se rázem stala bestsellerem a v roce 1956 vznikl film se stejným názvem. Film byl obohacen několika dramatickými prvky, které se v knize neobjevují. Jde například o německého agenta v Británii snažícího se ověřit identitu majora Martina, načež Montagu s týmem je vždy o krok napřed. Ponorka zobrazená ve filmu nesla označení P219, tedy HMS Seraph, ta byla v období 1954/55 stále ve službě.
V roce 1977 Montagu publikoval druhou knihu s názvem „Beyond Top Secret ULTRA“, ve které vzpomíná na tajné operace, které podnikl během války. Kapitola 13 se krátce zmiňuje o operaci Mincemeat, včetně detailů neuvedených v předchozí knize.

## Identita majora Martina
Na identifikační kartě majora Martina byla ve skutečnosti fotka zaměstnance MI5, Ronnieho Reeda. Dle Montagova tvrzení mohl být Reed Martinovým dvojčetem. Tělo majora Martina však bylo pohřbeno na hřbitově Nuestra Señora de la Soledad v Huelvě. Postupem doby, kdy se z operace Mincemeat stala legenda, zůstává otázkou, kdo je na tamním hřbitově skutečně pohřben.

### Glyndwr Michael
V roce 1996 odhalil amatérský londýnský historik Roger Morgan důkaz o tom, že major Martin byl ve skutečnosti Glyndwr Michael, velšský alkoholik a tulák. Údajně měl pocházet z města Aberbargoed, neboť jeho jméno je zmíněno na tamním památníku. Ben McIntyre potvrdil ve své knize s názvem Operace Mincemeat, že mrtvý muž byl Glyndwr Michael. Byl nalezen 26. ledna 1943 v opuštěném skladišti poblíž stanice King's Cross, poté převezen do nemocnice St. Pancras, projevoval příznaky akutní otravy chemikálií. Požitý jed na krysy obsahoval vysoce toxický bílý fosfor. Předpokládalo se, že Michael se pokusil o sebevraždu. Jeho vlastní otec spáchal sebevraždu, když bylo Michaelovi 15 let. Matka mu zemřela v roce 1940 a on tak zůstal sám, postupně upadaje do hluboce depresivního stavu. Jeho brouzdání krajinou ho zavedlo do Londýna, byl nemajetný a bez domova, život se mu postupně rozpadal. Je ovšem možné, že otrava jedem byla nehoda, neboť Michael často neměl co jíst, a proto konzumoval kousky chleba obalené v krysím jedu. Otrava fosforem je velice bolestná, obvykle trvá tři dny, než oběť zemře. Fosfor reaguje s kyselinou chlorovodíkovou obsaženou v žaludku, vytváří se tak fosfan. Smrt nastane díky rozpadu centrálního nervového systému, žloutence, kómatu, selhání ledvin, jater a srdce. Michael zemřel po dvou dnech od intoxikace. Byl ještě schopen informovat zdravotní sestru o tom, kdo je a co požil, zemřel 28. ledna 1943. Když se jeho tělo dostalo do nemocniční márnice, oblastní koroner Bentley Purchase informoval Ewena Montagu, že našel ideální tělo pro dané účely. McIntyre uvádí, že tělo bylo uschováno v mrazicím boxu márnice do doby zahájení mise.
Na palubě ponorky Seraph bylo tělo umístěno do kanystru obsahujícího suchý led, byl tak oddálen proces rozkladu.